# 黄绮 (1914年)
黄绮（1914年—2005年），号九一，男，汉族，祖籍江西修水，生于安徽安庆，中国汉语言文字学家、书法家，中国书法家协会原副主席。